# 슬로바키아 U-17 축구 국가대표팀
슬로바키아 U-17 축구 국가대표팀(슬로바키아어: Slovenské národné futbalové mužstvo do 17 rokov)은 슬로바키아를 대표하는 17세 이하의 축구 국가대표팀으로, 슬로바키아의 축구 관리 기관인 슬로바키아 축구 협회의 관리를 받는다. UEFA U-17 축구 선수권 대회에 2번 참가해 2013년에는 준결승에 진출했으며, 2013년에는 FIFA U-17 월드컵에 참가해 16강에 진출했다.